# Bufadero

Bufadero de origen marino.

Bufadero terrestre.

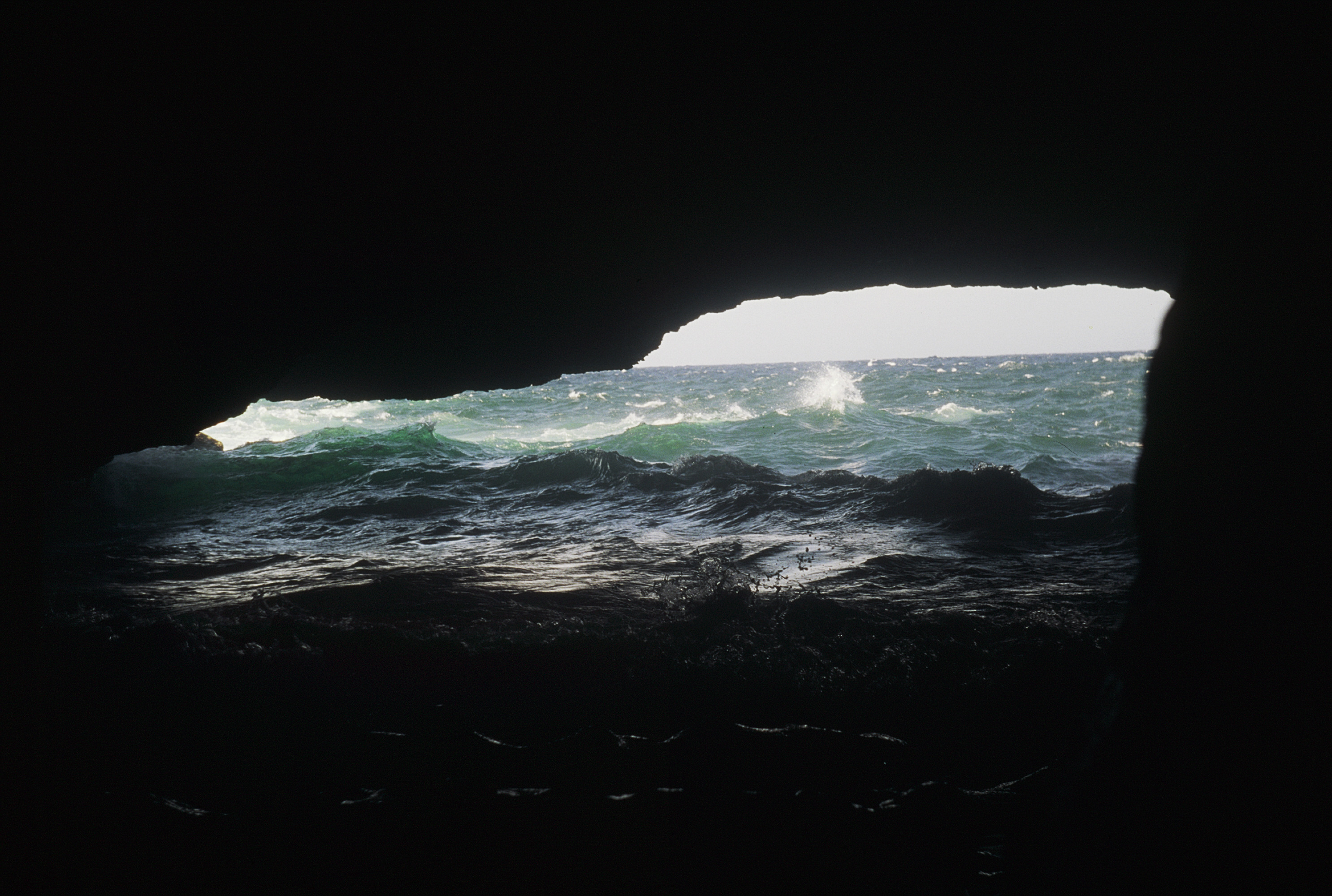
Bufadero en la costa noroccidental de Curazao. La imagen se tomó desde la abertura por la que sale el aire y la espuma del agua a presión, en el momento en el que el agua se retira de la cueva mar adentro

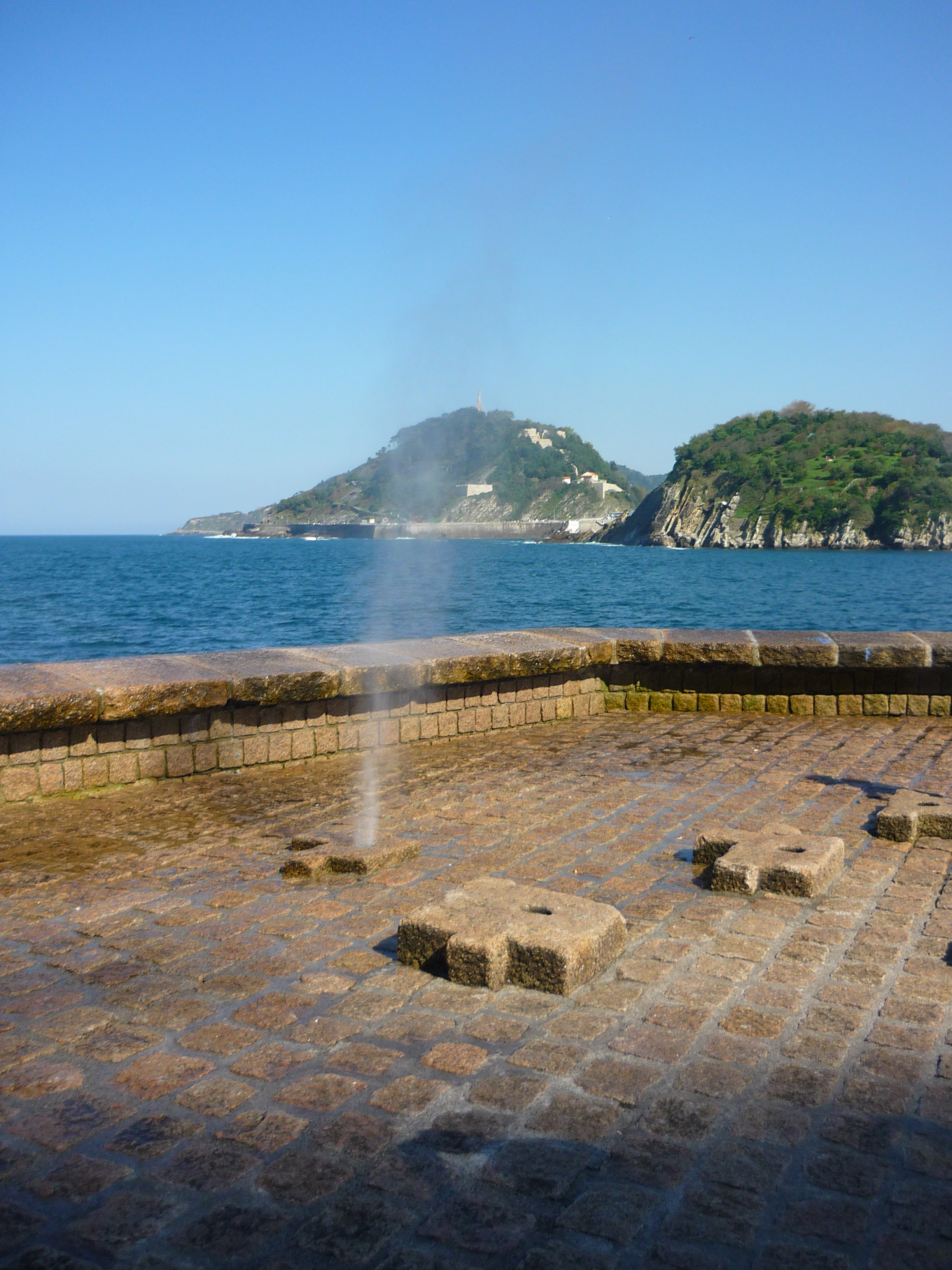
Bufadero artificial en el Parque Peine del Viento, en San Sebastián

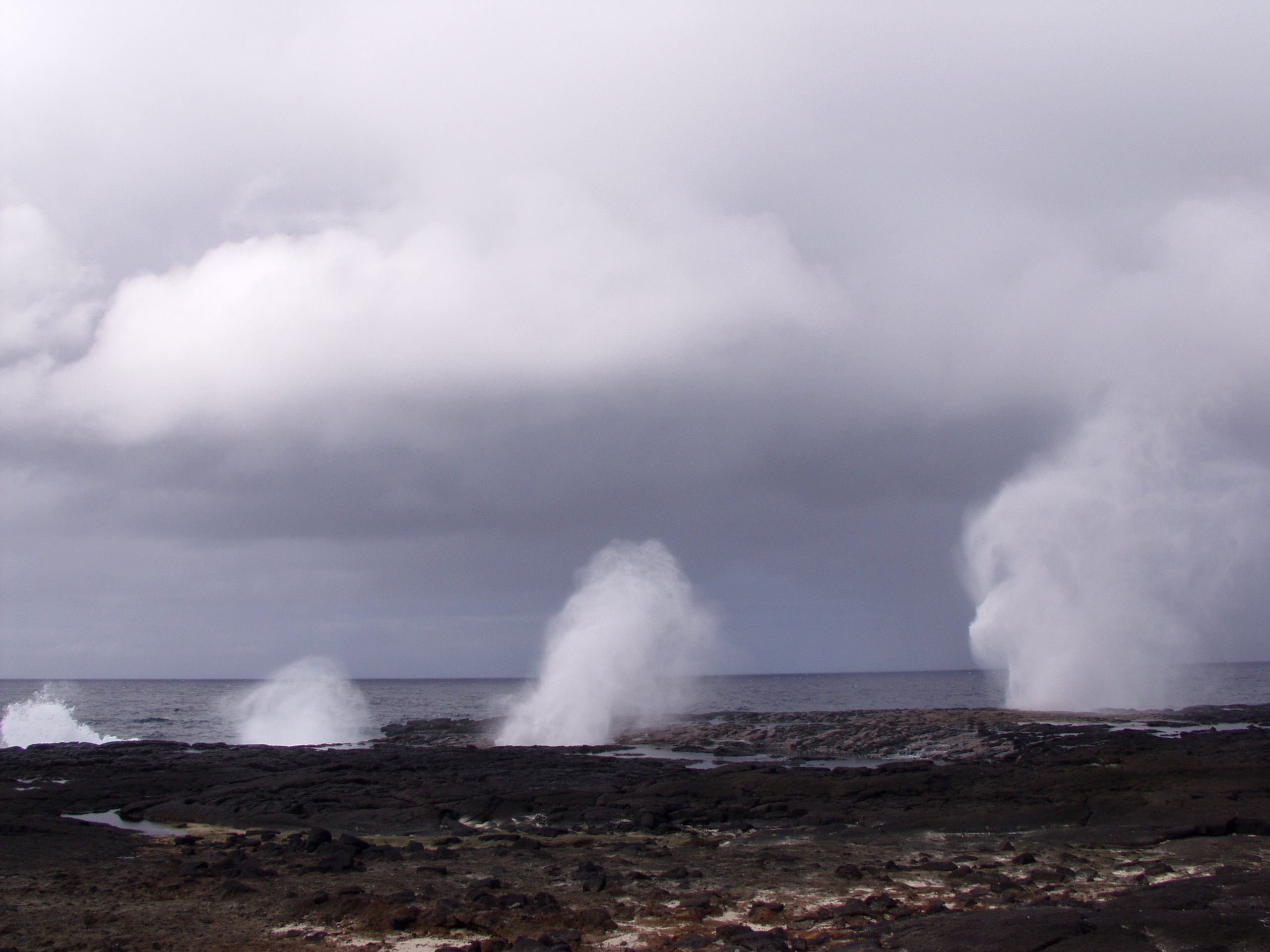
Bufaderos en Samoa

Un bufadero o bufón es una formación geológica de morfología litoral en acantilados de origen cárstico o volcánico. Se trata, básicamente, de una chimenea natural abierta normalmente en un acantilado, que está comunicado con simas marinas. Cuando la mar está en pleamar, el agua choca con fuerza contra los acantilados y sube a través de estas chimeneas, saliendo despedida hacia arriba por el hueco a modo de géiser y produciendo un sonido característico. Monkhouse lo define como Hendidura subvertical que enlaza una cueva marina con la superficie del borde de un acantilado; en ocasiones, la fuerza de compresión de las olas que irrumpen en el interior de la gruta expulsa por la hendidura o chimenea espuma pulverizada del agua del mar.

## Origen del nombre
Los términos bufadero y bufón derivan de bufido, sonido que produce un animal cuando está enojado. Y es que el agua al salir parece soltar una especie de resoplido que se puede llegar a oír a considerables distancias. 

## Formación y morfología
Los bufones se forman por la erosión constante del agua del mar sobre los relieves cársticos, especialmente sobre los acantilados marinos de caliza. El agua penetra por esas zonas de debilidad y va disolviendo la caliza, horadando el acantilado por su parte baja y formando cuevas marinas y pequeñas galerías, que pueden llegar a adentrarse hasta cerca de 100 metros en el interior. Esas conducciones, al alcanzar las dolinas, las captura y produce hundimientos, creando una auténtica red de conducciones. 
Cuando las olas, por el influjo de las mareas, rompen con fuerza en el acantilado, el agua penetra a presión por los agujeros y se desplaza por canales o tuberías naturales, saliendo entonces por las chimeneas que ha abierto en el acantilado. De este modo, brota agua pulverizada que forma un surtidor, el cual puede llegar a medir entre 20 y 40 metros.
Estas formaciones no se crean de manera solitaria, sino que forman generalmente campos con varios bufones, de diversa potencia cada uno. 
Son típicas de la costa oriental asturiana, en donde las características geológicas son las adecuadas (materiales calizos del paleozoico, afectados por diaclasas y fracturas perpendiculares al mar),  destacando los de Pría, Arenillas y Santiuste. 
Algunos de estos bufones están catalogados como Monumento Natural

## Bufadero ygéiser marítimo
En realidad se trata de dos fenómenos distintos. Un bufadero está producido por el oleaje en una costa accidentada donde la erosión litoral ha excavado cuevas y la compresión originada por la entrada de las olas ha llegado a perforar una abertura en el techo, por la cual sale aire y agua a presión. No se le puede llamar géiser, que suele tener origen volcánico, y donde la presión no se debe a la compresión realizada por las olas, sino al calentamiento del agua subterránea hasta pasar el punto de ebullición, cuando sale un chorro de agua caliente y vapor. Esta erupción de agua y vapor libera la presión interna, por lo que cesa dicha erupción después de algún tiempo hasta que se va llenando de agua el espacio liberado y al calentarse vuelve nuevamente a entrar en erupción. Un ejemplo canónico de géiser es el Old Faithful (Viejo Fiel) en Wyoming, Estados Unidos. Y no se debería llamar a un bufadero, que casi siempre es de origen marítimo, como géiser marítimo, porque un fenómeno como es el géiser, que es palabra islandesa, nunca es marítimo sino volcánico y terrestre. Existen manantiales termales donde el agua se calienta hasta el punto de ebullición que no suelen tener origen volcánico sino tectónico presentándose a lo largo de fallas por las que el agua subterránea llega a cierta profundidad y entra en ebullición, por lo que asciende hasta llegar a la superficie, pero en el ascenso, se va enfriando y cuando llega a la superficie ya sale en forma líquida aunque con temperaturas que pueden ser bastante elevadas (hasta más de 90°). De esta manera, los manantiales termales son continuos y los géiseres son intermitentes, constituyendo esta diferencia la base de diferenciación de los dos fenómenos. 
Un ejemplo de bufadero artificial existe en el Parque Peine del Viento, en el lado oeste de la Playa de la Concha, en San Sebastián: allí se construyó una terraza sobre una entrada del mar y en ella se abrieron algunas bocas por las que sale un chorro de aire a presión (a veces con algo de agua) al entrar el agua con las olas dentro de la cámara donde se encuentran las aberturas. La forja catalana, antiguo invento para la fundición de mineral de hierro (se comenzó a usar a fines de la Edad Media), viene a ser un bufadero artificial con funcionamiento regulado a voluntad, para lo cual se hacía descender un tubo por el que bajaba agua y aire a la cámara de compresión, en la que la propia agua comprimía al aire de la misma manera que un sistema hidroneumático moderno, y el aire comprimido era inyectado sobre el carbón mineral para avivar la llama: hacía la función de un fuelle, con la ventaja de soplar el aire en forma continua.

## Bufaderos en terrenos volcánicos
Un ejemplo interesante de bufaderos son los que se presentan en litorales construidos por materiales volcánicos. En este caso suelen presentarse en lugares donde un río de lava desembocó en el mar durante una erupción. Cuando en este caso, la lava superior de ese río se iba enfriando, se forma un túnel por donde circula durante un tiempo la lava caliente, hasta que la erupción cesa dejando vacío el cauce en forma de tubo, que se llena de aire si se enfrió en tierra o de agua marina si desembocó en la costa, y en algunos casos, el tubo presenta una parte terrestre y otra marítima. Así se forman túneles volcánicos por donde puede entrar el agua de las olas y formar bufaderos. Pero tampoco se pueden llamar géiseres marítimos en este caso, porque la salida de agua a presión no se debe a un fenómeno volcánico, sino a un proceso de erosión litoral en rocas de origen volcánico. Los Hervideros en Lanzarote o Los Cancajos en la isla de La Palma presentan ejemplos de este tipo de fenómenos geomorfológicos.

## Galería

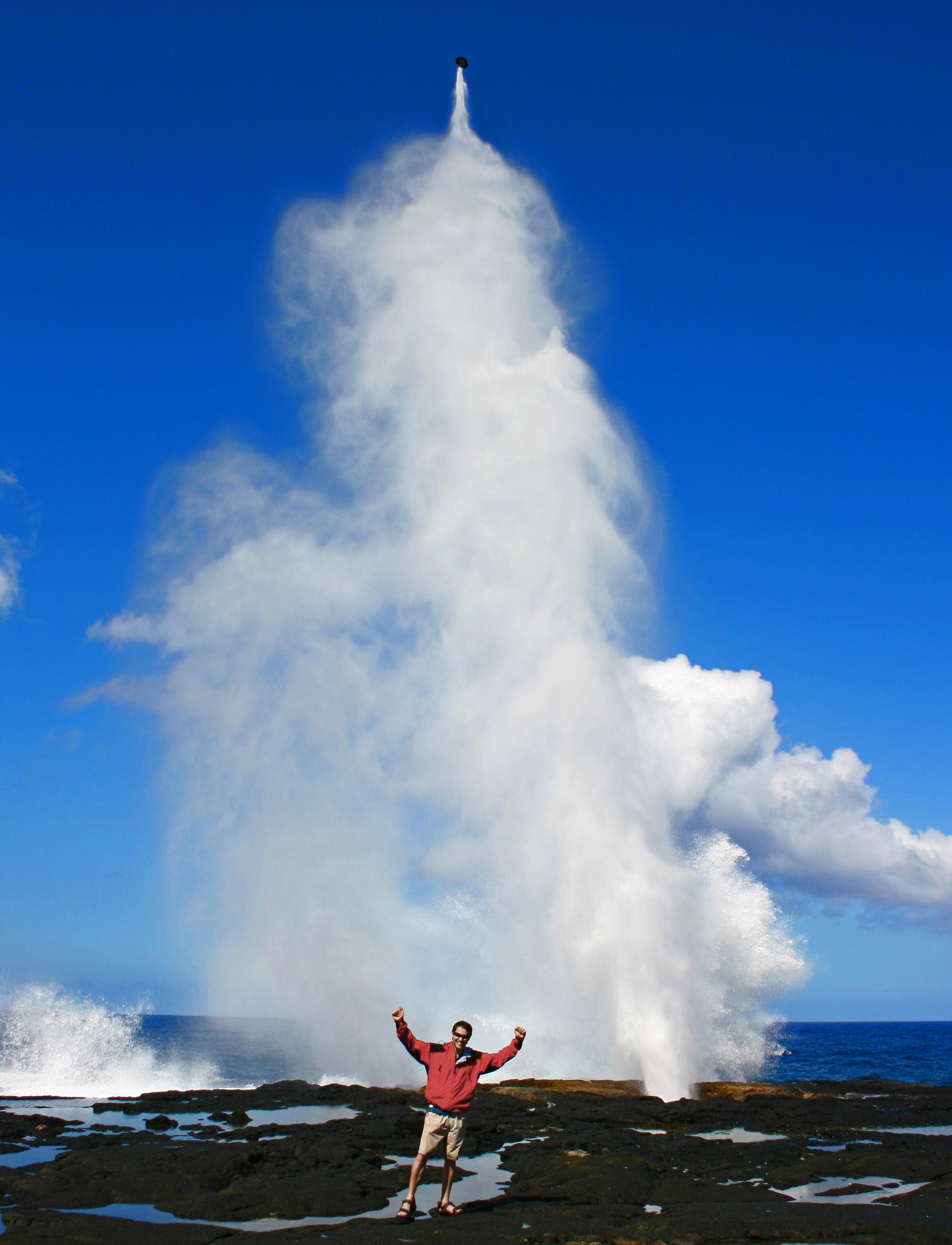
Bufadero de Alofaaga, isla Sava'i, Samoa
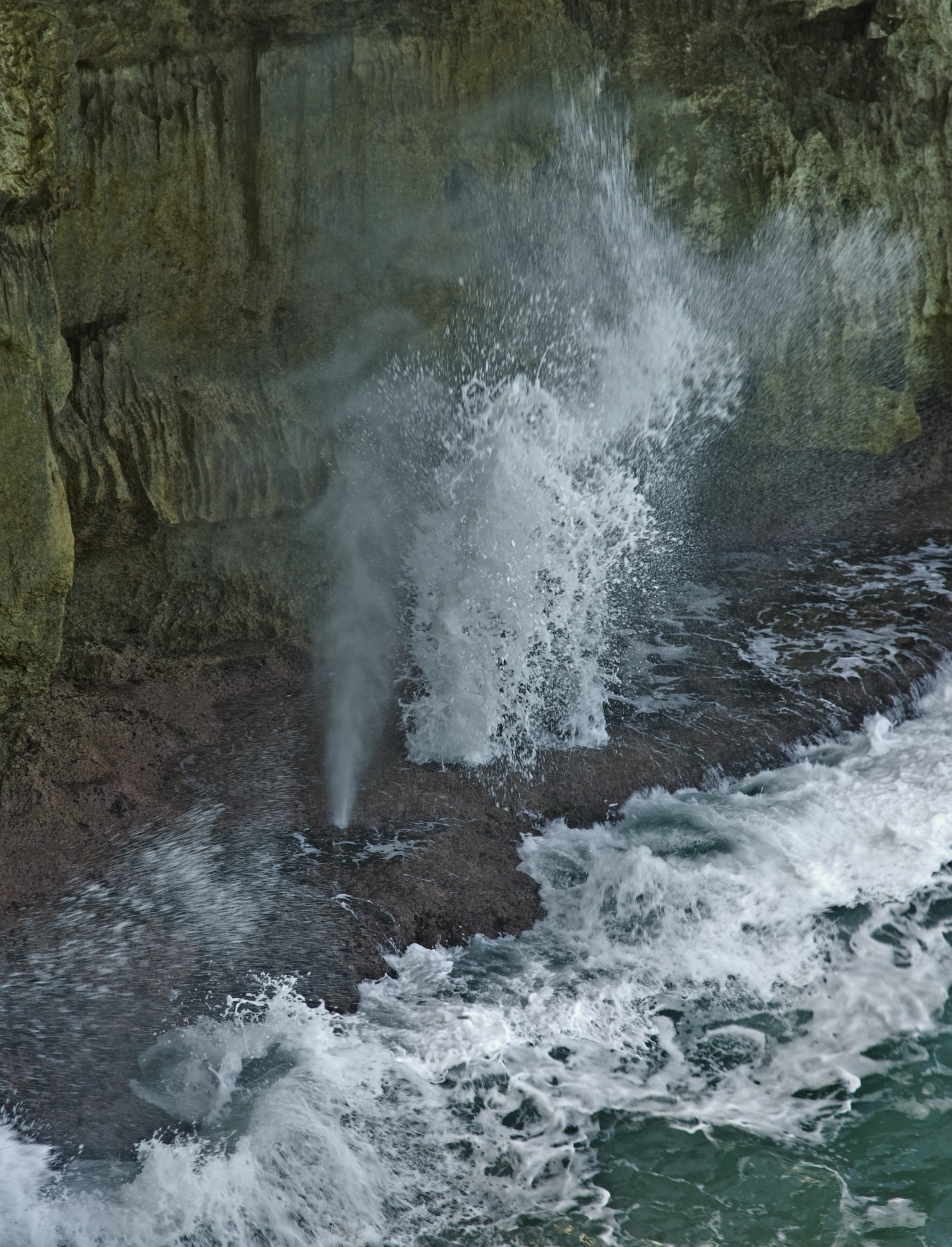
Bufaderos en la costa norte de Barbados
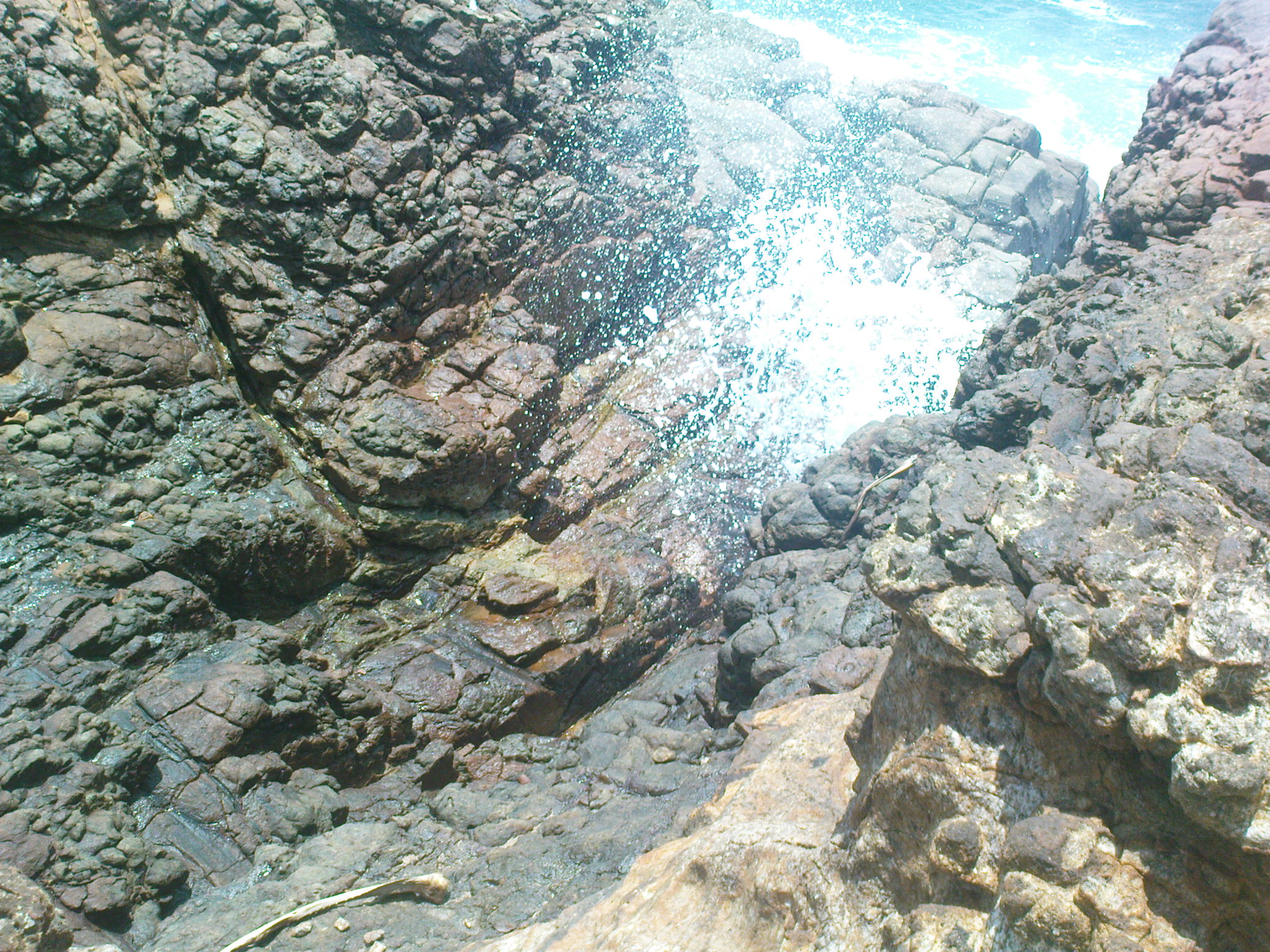
Bufadero de Hummanaya, Sri Lanka
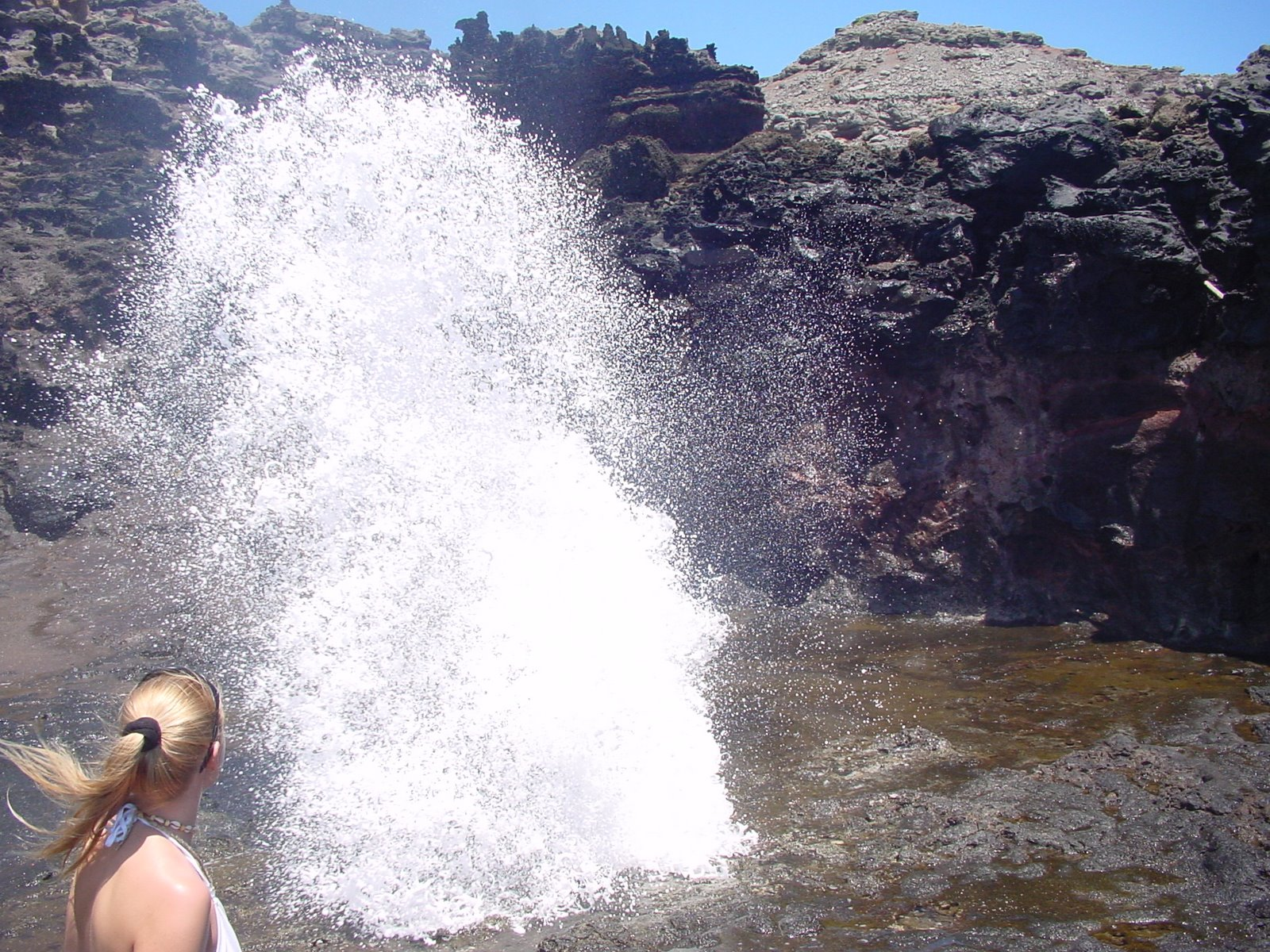
Bufadero de Punta Nakalele, Maui, Hawaii
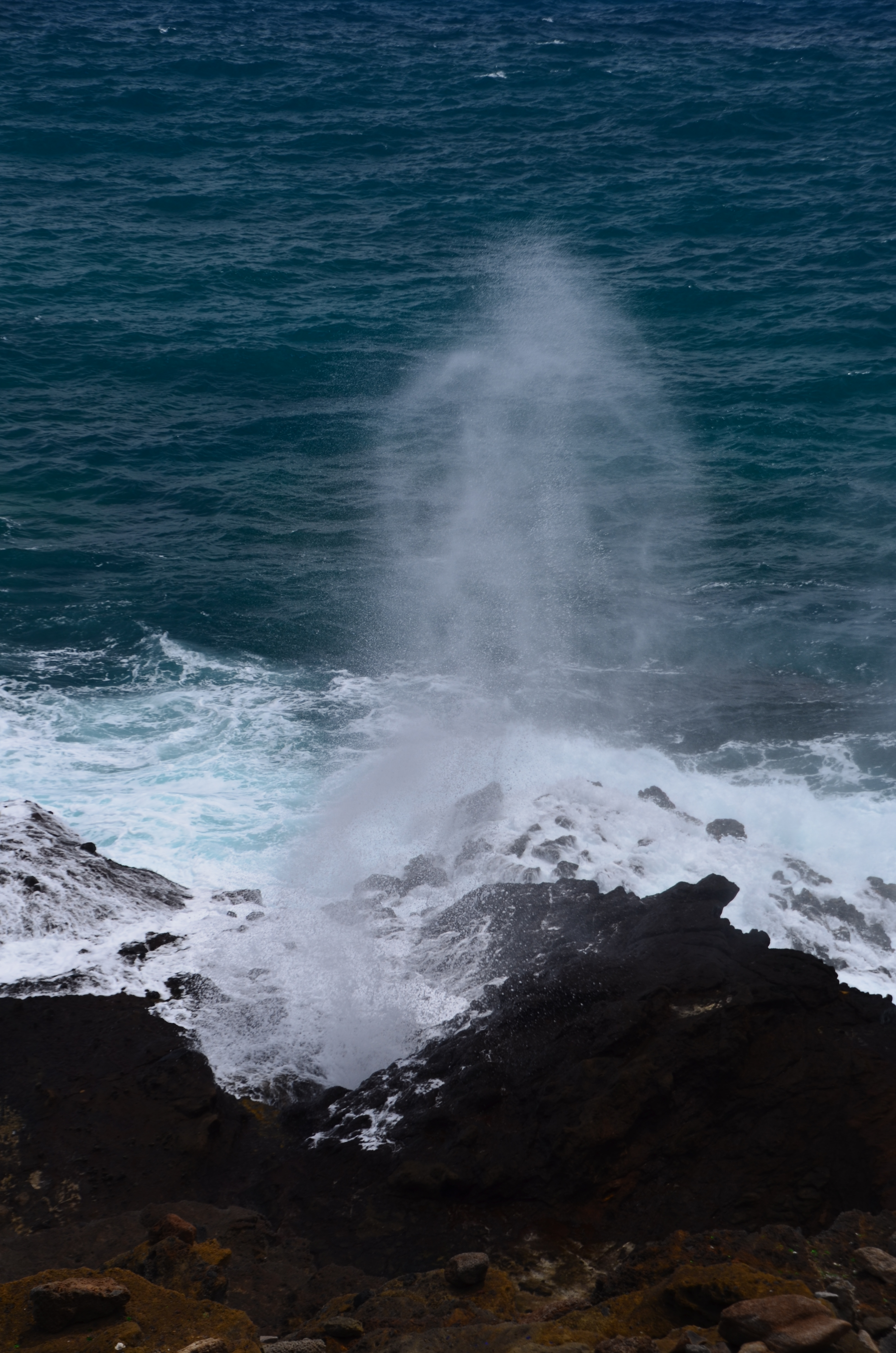
Bufadero de Hālona, Oahu, Hawaii
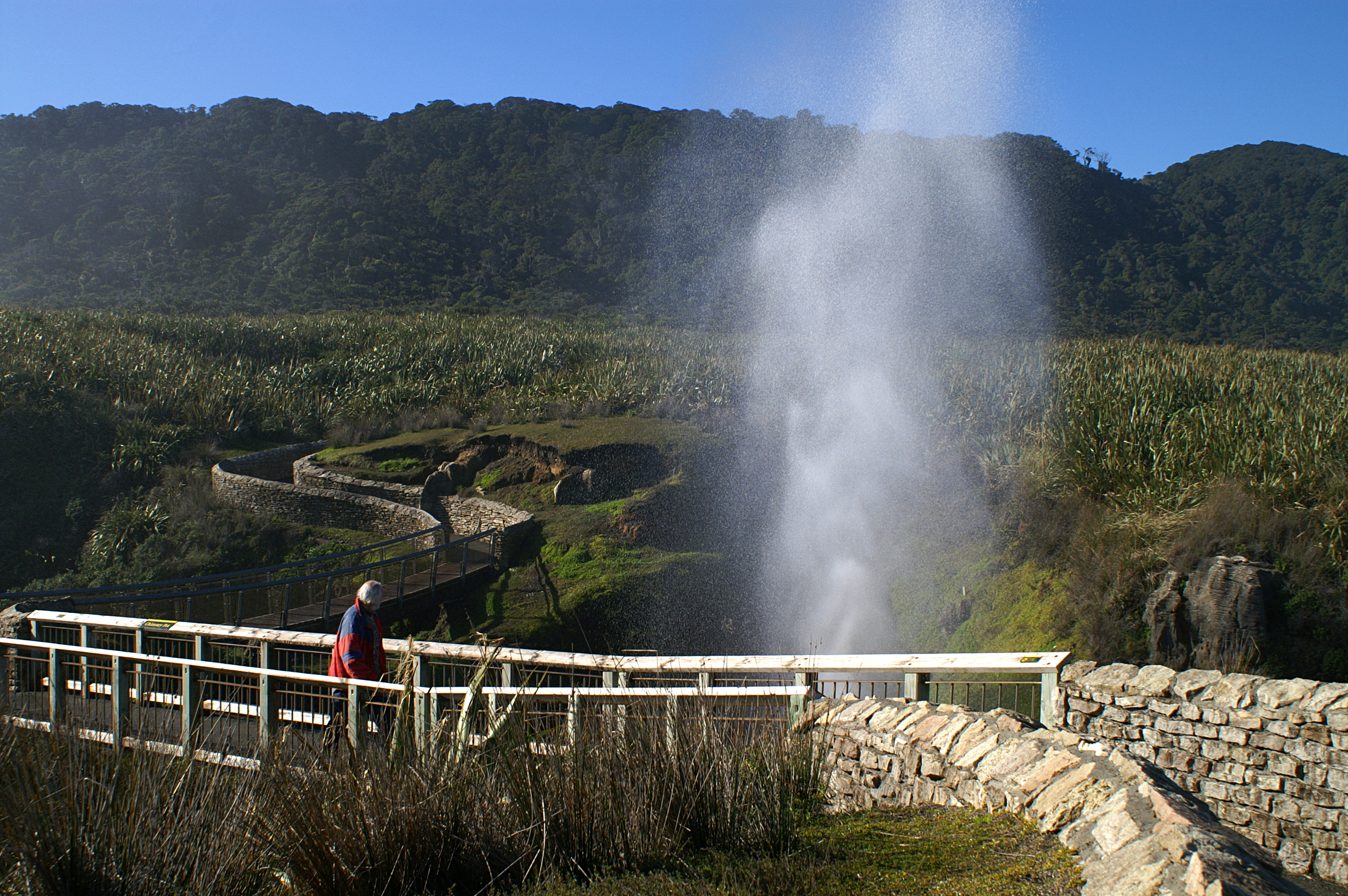
Bufadero en Punakaiki, New Zealand
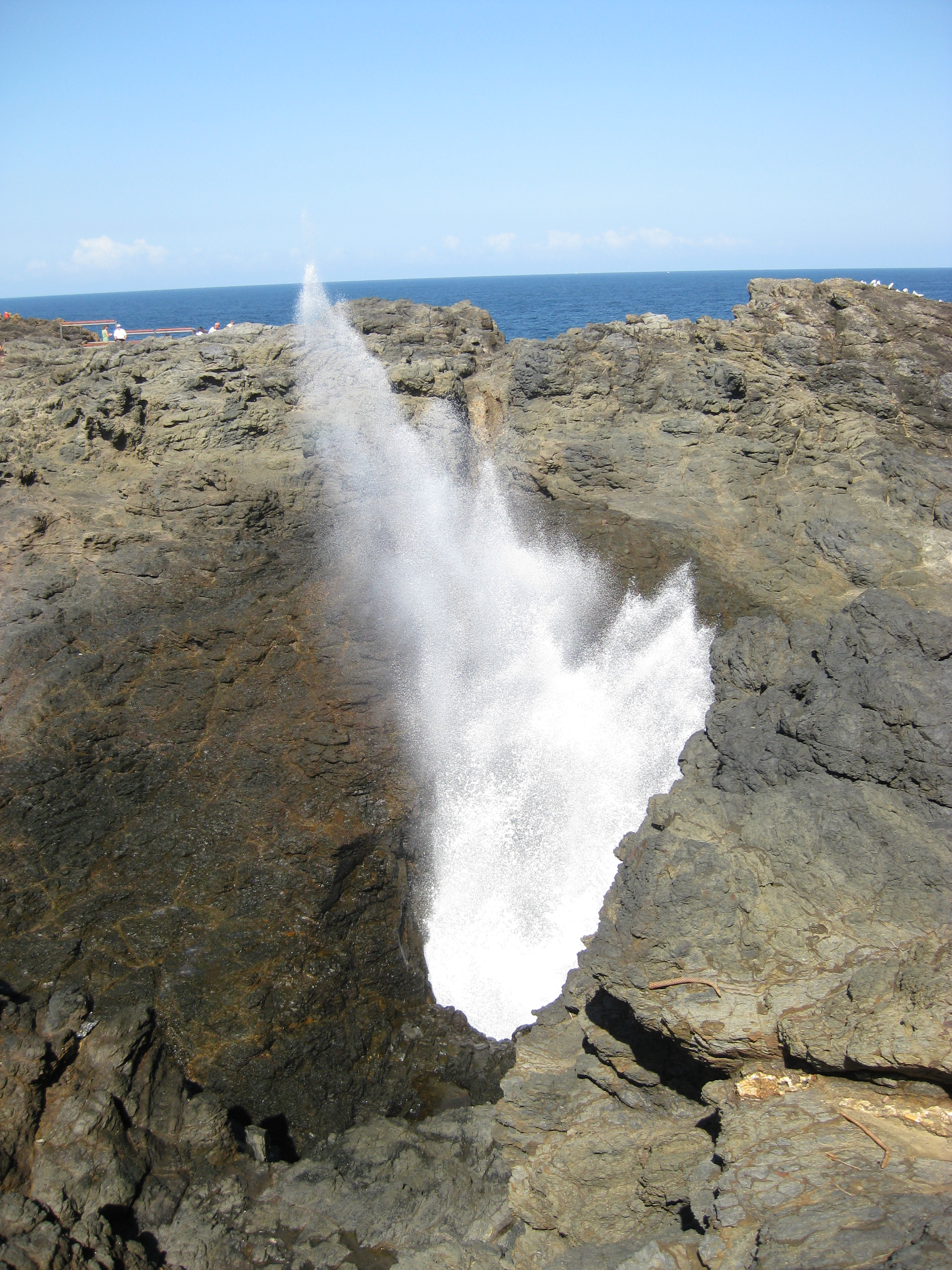
Kiama Blowhole, New South Wales, Australia
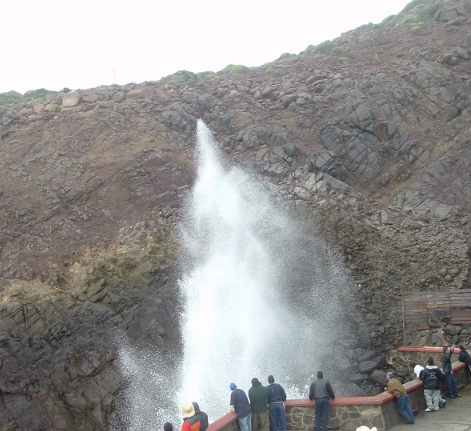
La Bufadora, Ensenada, Baja California.